# Morpho latemarginatus
Morpho latemarginatus är en fjärilsart som beskrevs av Le Moult 1933. Morpho latemarginatus ingår i släktet Morpho och familjen praktfjärilar. Inga underarter finns listade i Catalogue of Life.